# Verbandsgemeinde Trier-Land
Verbandsgemeinde Trier-Land – gmina związkowa w Niemczech, w kraju związkowym Nadrenia-Palatynat, w powiecie ziemskim Trier-Saarburg. Siedziba gminy związkowej znajduje się w mieście Trewir, które jednak do gminy nie należy.

## Podział administracyjny
Gmina związkowa zrzesza jedenaście gmin:
1. Aach
2. Franzenheim
3. Hockweiler
4. Igel
5. Kordel
6. Langsur
7. Newel
8. Ralingen
9. Trierweiler
10. Welschbillig
11. Zemmer